# فرقة المسرح الكويتي
فرقة المسرح الكويتي هي آخر الفرق المسرحية ظهوراً
تأسس في 1/6/1964م بجهود محمد النشمي الذي أسس المسرح الشعبي من قبل وفارقه حين تعارض الأساليب والأهداف.
المسرح الكويتي كالمسرح الشعبي ما يزال قائماً على تلاميذ محمد النشمي ورفاقه القدامى الذين زاملوه في القيام بعبء العمل المسرحي في الخمسينيات

## تأسيس المسرح الكويتي
تأسس المسرح الكويتي على يد محمد النشمي بتاريخ 1/6/1964

## النشمي والمسرح الكويتي
ظل محمد النشمي رئيساً للإدارة لمدة عامين وألف خلال هذه الفترة مسرحيتين وأخرجهما وشارك في تمثيلهما، ثم ما لبث أن فارقه.

## إنجازات
قدم المسرح الكويتي 31 مسرحية بين طويلة وقصيرة.

### المسرحيات
| 1. حظها يكسر الصخر من تأليف واخراج محمد النشمي وشارك بالتمثيل وقد افتتح بها المسرح موسمه الأول مساء 21/11/1964م 2. بغيتها طرب صارت نشب كتابة محمد النشمي وأخرجها ثامر السيار وقد شارك النشمي في التمثيل، عرضت نهاية الموسم الأول 3/3/1965م. 3. حي بحي كتابة حامد الهاشم ومثلت على مسرح كيفان مساء 25/10/1965م. 4. ناس وناس كتابة حسين الصالح الحداد عرضت بتاريخ 23/3/1966م. 5. شموع دموع تأليف سليمان جوهر الذي تولى الحركة المسرحية في الفرقة وأخرجها أحمد الشاهين، مثلت ابتداء من 2/10/1966م. 6. عتيج الصوف ولا جديد البريسم كتابة واخراج حسين الصالح الحداد مثلت ابتداء من 19/3/1967م. 7. ناطور الدينار كتبها عبد الله بركات واخرجها احمد الشاهين، مثلت اعتباراً من 4/11/1967م 8. الحجي فقير وآخر لحظة الفها رضا علي حسين واخرجها حسين السالح وعرضت على مسرح كيفان ابتداء من 4/5/1968. 9. لما حصللي بطلت اصلي كتبها عبد الله بركات واخرجها احمد الشاهين ومثلت بتاريخ 22/12/1968م. 10. مشروع زواج كتبها حسين الصالح واخرجها سعدون العبيدي ومثلت على مسرح كيفان ابتداء من مساء 15/6/1969م. | 11. شرايكم يا جماعة ألفها وأخرجها حسين الصالح الحداد ومثلت ابتداء من 27/8/1969م. 12. الأم ألفها وأخرجها سعدون العبيدي وقدمت مع شرايكم يا جماعة في عرض واحد. 13. شعاع كتابة حمد السبع واخرجها عبد الله الفليج بتاريخ 10/10/1970م. 14. عضني وعضك مسرحية قصيرة من فصل واحد عرضت بتاريخ 26/2/1970م. 15. غرفة بو صالح تأليف جون ماديسون وقدمت مع عضني وعضك 16. بو محمد راح المدرسة كتبها خالد الريس ونال بها جائزة وزارة التربية، عرضت في 8/9/1970م. 17. ديرة بطيخ مأخوذه عن مسرحية (البراجوزي النبيل) لموليير اعدها وكتبها براك البراك مثلت في 27/9/1970م. 18. النواخذة عرضت بتاريخ 23/2/1971م. 19. لعبة حلوة عرضت بتاريخ 20/11/1971م 20. سهاري عرضت بتاريخ 15/10/1972م | 21. طرباش لوماش عرضت من 20/3/1973م إلى 31/3/1973م. 22. التالي ما يلحق عرضت من بتاريخ 15/6/1974م إلى 24/6/1974م. 23. شياطين المدرسة عرضت بتاريخ 10/3/1975 ولمدة 17 يوم. 24. سبيت حي لو ميت عرضت ما بين 11/2 إلى 27/2/1976م. 25. السدرة عرضت بتاريخ 20/10/1976 26. بدل فاقد عرضت بتاريخ 26/7/1977م 27. رسائل قاضي أشبيلية عرضت بتاريخ 20/3/1978م. 28. صاحي وأربعة نايمين عرضت بتاريخ 17/10/1979م 29. أبو سند في باريس عرضت بتاريخ 10/8/1980م. 30. جحا باع حماره عرضت في ديسمبر 1980م 31. احنا شباب الديسكو عرض بتاريخ 15/12/1985م |

## اقرأ أيضاً
- المسرح في الكويت
- فرقة المسرح العربي
- فرقة المسرح الشعبي
- فرقة مسرح الخليج العربي